# Rid Hejstings
Vilmot Rid Hastings rođen je osmog oktobra 1960. u Bostonu u Američkoj državi Masačusets. Studirao je matematiku na Bowdoin College-u, a kasnije veštačku inteligenciju na Stanford Univerzitetu. Jedan je od osnivača i izvršni je direktor Netflixa. Član je odbora Fejsbuka i mnogih neprofitnih organizacija.

## Pre Netflixa
U mladosti bio je pripadnik marinaca kada je shvatio da bi bio korisniji u mirovnim snagama. Pristupio je mirovnim snagama u kojima je podučavao matematiku u Svazilendu (Ngvana). O svom boravku u mirovnim snagama rekao je: ”Jednom kada pešačite Afrikom sa deset dolara u džepu otpočinjanje biznisa ne izgleda toliko zastrašujuće”. Pošto se vratio iz mirovnih snaga upisao je Satnford Univerzitet iako mu je prva želja bio MIT.
Prvi posao je dobio u Adaptive Technology gde je radio sa Odri Meklin od koje je naučio da je bolje raditi na jednom projektu dobro nego na dva prosečno.
Godine 1991. osnovao je svoju firmu Pure Software koja se bavila pronalaženjem i rešavanjem softverskih grešaka. Ovde se prvi put susreo sa problemima upravljanja firmom i morao je da stekne veštine koje nije posedovao. Nakon spajanja sa firmom Atria’s tools ove dve firme došle su u vlasništvo Rational Software, koji je zabeležio ogromne gubitke za obe firme. Godine 1997. napustio je Pure Software.

## Osnivanje Netflixa
Ideju za osnivanje Netflixa Rid Hastings dobio je zahvaljujući zagubljenoj kaseti filma Apolo13. Nakon što je šest nedelja prekoračio rok morao je da plati 40 američkih dolara. Iz ovog slučaja shvatio je da postoji mnogo bolji način poslovanja. Taj način podrazumevao je da ne postoje kazne za prekoračenje roka uz mesečno plaćanje članarine. Kao što je sam izjavio u početku nije mogao da očekuje da li će ova ideja naići na dobar odziv.
Netflix je osnovao u saradnji sa Markom Randolfom.
Poučen iskustvom iz Pure Softvera, Rid Hastings je bio zabrinut problemom rasta kompanije. Želeo je da kompanija brzo napreduje ali da ostane verna svojoj početnoj ideji. Ideja koju je Hasting sprovodio u delo nazvana je “Sloboda i odgovornost”. Zaposleni u ovoj firmi dobijali su nadprosečne plate i mogli su sami da biraju kada će otići na odmor. Svakog zaposlenog je posebno upoznavao a kada to više nije mogao njegove ideje prenesene su na PowerPoint prezentaciju koju je do sada odgledalo preko 5 miliona ljudi. Smatrao je da budućnost zavisi od mladih ljudi koji koriste internet i da se treba usmeriti saradnji sa njima.

## Kriza u poslovanju
Године 2011, godine Netflix je najavio de će cene iznajmljivanja štampanih DVD izdanja pasti za 20 procenata. To bi značilo da će se besplatno strimovanje naplaćivati. Ovo je dovelo do smanjenja porasta korisnika i izdato je obaveštenje da će Netflix u budućnosti poboljšati odnose sa javnošću kako se ovo ne bi ponovilo.
Zbog niskih cena Netflixa na berzi dva meseca kasnije Rid Hastings je upitan da li će se povući sa mesta izvršnog direktora. Njegov odgovor bio je negativan: “…Ja sam osnovao Netflix. Gradio sam ga na sigurnim nogama 12 godina. Ovo je prvi put da je došlo do greške u rukovođenju…”

## Uloga u obrazovanju
Nakon što je prodao Pure Software Rid Hastings je ostao bez zanimanja. Novac koji je zaradio od prodaje bio je pozamašan ali nije želeo da ga potroši već da sa njim čini značajna dela. Počelo je da ga zanima obrazovanje i imao je ulogu u Školi Stanfordskog Univerziteta.
Guverner Kalifornije Grej Dejvis 2000. godine dao mu je ulogu u državnom odboru za obrazovanje, a godinu dana kasnije Rid je postao predsednik odbora. Cilj je bio poboljšati nivo obrazovanja u Kaliforniji. Njegova nedoumica bila je zbog čega Amerika tehnološki napreduje dok brazovni sistem zaostaje. U tu svrhu dao je milion dolara kako bi pomogao prihvatanje predloga koji koristi školama. Godine 2005. došao je u sukob sa članovima odbora povodom pitanja testiranja neamerčkih učenika na engleski jezik. Senat Kalifornije odbio je da ga prihvati za predsednika odbora. Guverner Kaliforije Arnold Švarceneger vratio ga je na mesto u odboru ali Rid je nakon toga podneo ostavku.
Jula 2011. Rid Hastings donirao je milion američkih dolara da se otvori nova škola u opštini Santa Kruz u kojoj živi. Mala škola bi pomogla učenicima koji ne dobijaju dovoljno obrazovanja potrebnog za više studije.

## Svet Tehnologije
Hastings je član udruženja biznismena koje se zalaže za napredak tehnologije i inovacija, TechNet (Technology Network). Ovo udruženje bavi se savetovanjem političara u cilju tehnološkog napretka Amerike. Kao član ovog udruženja godinu dana je bio i njegov direktor.
Rid Hasting je 2004. bio jedini izvršni direktor neke od kompanija koji je podržao stavove Silikonske Doline na Wall Streetu.

## Politika
Dana 2007. donirao je milion dolara kako bi pomogao kandidaturu Džeka O’Konela za guvernera Kalifornije.
U jednom intervjuu Rid Hasting izjavio je da su Amerikanci nedovoljno obavešteni i nezainteresovani za događaje van Sjedinjenih Američkih Država. Kasnije se izvinio zbog ovog istupa.

## Privatni Život
Živi u priobalnoj oblasti San Franciska, oženjen je i ima dvoje dece.
Dospeo je na naslovnoj strani USA Today kada se 1995. slikao sa svojim poršeom. Kasnije je izjavio da kada bi se ponovo slikao to nikako ne bi bilo na haubi auta već bi bilo sa gomilom filmova.
Omiljeni film mu je Gloomy Sunday.

## Literatura
Članak na engleskom sa Wikipedije

## Spoljašnje veze
- Biografije direktora Netflixa
- Arhiva New York Times-a
- Vesti